# Lokalinfektion
Eine Lokalinfektion ist eine Infektion, bei der die ursächlichen Krankheitserreger an einem Ort verbleiben und es zu keiner weiteren Beteiligung des Organismus kommt.
Beispiele sind der banale Schnupfen mit einer Entzündung alleine der Nasenschleimhaut oder eine Follikulitis als eitrige Infektion des oberen Anteils des Haarfollikels.
Gegenbeispiele zu einer Lokalinfektion sind die generalisierte Infektion wie z. B. die Sepsis („Blutvergiftung“).